# Ciby 2000
Ciby 2000 (también escrito como CiBy 2000 y CIBY 2000) es una productora y distribuidora francesa fundada en 1990 por Francis Bouygues. Es más conocida por producir películas independientes y de arte en Francia y otros países.
Las cincuenta películas producidas o coproducidas por Ciby 2000 incluyen The Flower of My Secret de Pedro Almodóvar; The Piano de Jane Campion; Twin Peaks: Fire Walk with Me, The Straight Story y Lost Highway de David Lynch; The End of Violence de Wim Wenders; Kansas City de Robert Altman; Secrets & Lies de Mike Leigh; y Black Cat, White Cat y Underground de Emir Kusturica.
En sus nueve años de existencia, Ciby 2000 ha producido o coproducido cuatro producciones ganadoras de la Palme d'O: The Piano, Underground, Taste of Cherry y Secrets & Lies. La compañía cerró oficialmente en 1998 debido a dificultades financieras. Sin embargo, en 2004 la compañía abrió nuevamente con el estreno de Immortel (ad vitam).
El nombre Ciby 2000 es un juego de palabras sobre el nombre del director estadounidense C. B. DeMille, cuyo último nombre tiene similitud al francés deux mille, «dos mil».

## Películas
- Twin Peaks: Fire Walk with Me (1992)
- The Piano (1993)
- The Flower of My Secret (1995)
- Underground (1995)
- Secrets & Lies (1996)
- Kansas City (1996)
- Muriel's Wedding (1996)
- Live Flesh(1997)
- The End of Violence (1997)
- Lost Highway (1997)
- Messieurs les enfants (1997)
- Black Cat, White Cat (1998)
- Que la lumière soit (1998)
- The Straight Story (1999)
- Immortal (2004) (Distribuidor australiano)